# Félix Correia
Félix Alexandre Andrade Sanches Correia (Lisboa, 22 de enero de 2001) es un futbolista portugués. Juega de delantero y su equipo es el Lille O. S. C. de la Ligue 1.

## Trayectoria
Debutó profesionalmente en la Eerste Divisie neerlandesa con el Jong AZ, a préstamo desde el Manchester City, el 23 de agosto de 2019 contra el TOP Oss.
El 28 de junio de 2020 fichó por la Juventus F. C. sub-23 de Italia como intercambio por Pablo Moreno y un año después fue cedido al Parma Calcio. También a préstamo regresó a Portugal en enero de 2023 para jugar en el C. S. Marítimo. Siguió en el país la temporada siguiente después de ser cedido en agosto al Gil Vicente F. C., que en julio de 2024 lo adquirió en propiedad.
El 17 de julio de 2025 se anunció su incorporación al Lille O. S. C. por cuatro años.

## Selección nacional
Ha sido internacional con Portugal en la categoría sub-19, donde hizo su debut el 28 de enero del 2019, llegando a ser convocado 21 veces, en las que pudo anotar dos goles. 

## Estadísticas
Actualizado al último partido disputado el 16 de mayo de 2025.
| Club                           | Div.          | Temporada     | Liga  | Liga  | Copas nacionales | Copas nacionales | Copas internacionales | Copas internacionales | Total | Total |
| Club                           | Div.          | Temporada     | Part. | Goles | Part.            | Goles            | Part.                 | Goles                 | Part. | Goles |
| ------------------------------ | ------------- | ------------- | ----- | ----- | ---------------- | ---------------- | --------------------- | --------------------- | ----- | ----- |
| Jong AZ · Países Bajos         | 2.ª           | 2019-20       | 23    | 3     | —                | —                | —                     | —                     | 23    | 3     |
| Jong AZ · Países Bajos         | Total club    | Total club    | 23    | 3     | 0                | 0                | 0                     | 0                     | 23    | 3     |
| Juventus F. C. sub-23 · Italia | 3.ª           | 2020-21       | 30    | 8     | —                | —                | —                     | —                     | 30    | 8     |
| Juventus F. C. sub-23 · Italia | Total club    | Total club    | 30    | 8     | 0                | 0                | 0                     | 0                     | 30    | 8     |
| Juventus F. C. · Italia        | 1.ª           | 2020-21       | 1     | 0     | 0                | 0                | 0                     | 0                     | 1     | 0     |
| Juventus F. C. · Italia        | Total club    | Total club    | 1     | 0     | 0                | 0                | 0                     | 0                     | 1     | 0     |
| Parma Calcio 1913 · Italia     | 2.ª           | 2021-22       | 21    | 0     | ―                | ―                | ―                     | ―                     | 21    | 0     |
| Parma Calcio 1913 · Italia     | Total club    | Total club    | 21    | 0     | 0                | 0                | 0                     | 0                     | 21    | 0     |
| C. S. Marítimo Portugal        | 1.ª           | 2022-23       | 15    | 2     | ―                | ―                | ―                     | ―                     | 15    | 2     |
| C. S. Marítimo Portugal        | Total club    | Total club    | 15    | 2     | 0                | 0                | 0                     | 0                     | 15    | 2     |
| Gil Vicente F. C. Portugal     | 1.ª           | 2023-24       | 30    | 5     | 4                | 0                | ―                     | ―                     | 34    | 5     |
| Gil Vicente F. C. Portugal     | 1.ª           | 2024-25       | 33    | 9     | 4                | 1                | ―                     | ―                     | 37    | 10    |
| Gil Vicente F. C. Portugal     | Total club    | Total club    | 63    | 14    | 8                | 1                | 0                     | 0                     | 71    | 15    |
| Lille O. S. C. Francia         | 1.ª           | 2025-26       | 0     | 0     | 0                | 0                | 0                     | 0                     | 0     | 0     |
| Lille O. S. C. Francia         | Total club    | Total club    | 0     | 0     | 0                | 0                | 0                     | 0                     | 0     | 0     |
| Total carrera                  | Total carrera | Total carrera | 153   | 27    | 8                | 1                | 0                     | 0                     | 161   | 28    |